# Albert Van Damme

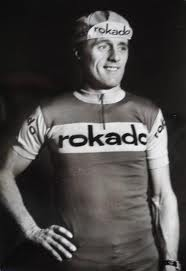
Albert Van Damme

Albert Van Damme (* 1. Dezember 1940 in Laarne) ist ein ehemaliger belgischer Radrennfahrer und Weltmeister im Radsport.

## Sportliche Laufbahn
Sein größter sportlicher Erfolg war der Gewinn des Titels bei den UCI-Weltmeisterschaften im Querfeldeinrennen der Profis 1974 vor Roger De Vlaeminck. Van Damme, der im Fahrerfeld „Berten“ genannt wurde, gewann sechs nationale Titel im Querfeldeinrennen, seinen ersten 1963 noch als Unabhängiger. Erst 1966 wurde er Berufsfahrer, als die Klasse der Unabhängigen aufgelöst wurde. Seine weiteren nationalen Titel gewann er 1965, 1966, 1968, 1970 und 1973. Dazu kamen diverse zweite und dritte Plätze in den nationalen Titelkämpfen. 1970 und 1971 wurde er jeweils Vize-Weltmeister in seiner Spezialdisziplin. Insgesamt verbuchte er in seiner gesamten Laufbahn 419 Siege in Radrennen. 1978 beendete er seine Laufbahn.

## Berufliches
Beruflich war Van Damme neben dem Berufsradsport und nach seiner aktiven Laufbahn als Florist tätig.

## Familiäres
Sein Bruder Daniël Van Damme bestritt ebenfalls Querfeldeinrennen.